# Маслињак (Корнат)
43° 48′ 01″ N 15° 17′ 38″ E / 43.80028° С; 15.29389° И
Маслињак је ненасељено острвце у хрватском дијелу Јадранског мора. Налази се у Корнатском архипелагу, југозападно од острва Корнат. Дио је Националног парка Корнати. Његова површина износи 0,067 km², док дужина обалске линије износи 0,99 km. Највиши врх је висок 39 m. Грађен је од кречњака кредне старости. Административно припада општини Муртер-Корнати у Шибенско-книнској жупанији.